# NGC 6131
NGC 6131 este o intermediate spiral galaxy⁠(d) situată în constelația Coroana Boreală. A fost descoperită în 15 iunie 1882 de către Édouard Stephan⁠(d).